# Hej domstol!
Hej domstol! var ett svenskt humorprogram som sändes i Sveriges Radio P3 från 2003 till 2006. Programmet gjordes av bland andra Jesper Rönndahl, Kalle Lind, Ola Norén och Valdemar ”Valle” Westesson. Programmet sändes på måndagar och söndagar mellan klockan 16:00 och 18:00. Sista ordinarie programmet sändes fredagen den 22 december 2006.
Programmets grundidé är att lyssnarna kan åtala vem de vill via mejl, och att redaktionen - bestående av "amatörjurister" - sedan fäller en dom. I praktiken innehåller programmet också väldigt många andra typer av inslag. Uppmärksammade återkommande inslag har varit "Dagens Laban" (där redaktionen återgett innehållet i dagens seriestrip om bassetthunden Laban), "Det rimmar illa" (där redaktionen djupanalyserat haltande rim i svensk popmusik), "Spaningsgruppen" (en paneldiskussion där samtliga deltagare bara staplar klyschor på varann), och "Veckans balt" (där människor med baltiskt påbrå, konstnärer, politiker såväl som vanligt folk, har uppmärksammats).
Programmet växlar vilt mellan nonsens, samhällskritik och personpåhopp. I återkommande serier har redaktionen påstått sig ha Rolf Lassgård (inklippt från filmer) och historieprofessorn Dick Harrison (som spelande sig själv)[källa behövs] inspärrade i ett fängelse. Dessa inslag innehåller dels tydlig kritik av Guantanamo, dels nonsensartade referenser till agent- och actionfilmer och serietidningsäventyr. 2004 blev Hej Domstol! känt efter "kungaskämtet", ett inslag där redaktionen låtsades sända ut nyheten att kung Carl XVI Gustaf avlidit. Inslaget var så trovärdigt att flera lyssnare faktiskt trodde på informationen. Resultatet blev fällning i Granskningsnämnden för radio och TV.
Programmet består också till stor del av nyskriven musik med komiska texter, där sånger som "Dammsugarpåssången", "Steffosången", "Gånglåt om hurusom GW Persson förlorade sina skålpund", "Köpa sex", "Pär Nuder-sången", "Mazeltov" och "Nu drar jag till rymden" kan nämnas.
Under åren har redaktionen också bestått av bland andra Ada Berger, Maja Salomonsson, Liv Strömquist, Råland Ulvselius och Robin Paulsson.
Trion Lind, Norén och Westesson medverkade senare i den absurda TV-humorserien Hej rymden!, som SVT sände hösten 2007. Tillsammans med Sanna Persson spelade de huvudkaraktärerna, och stod för manus.